# 1736 w muzyce
Wydarzenia muzyczne w 1736 roku.

## Dzieła
- Johann Adolf Hasse – Salve Regina D-dur
- Jan Dismas Zelenka – Missa Sanctissimae Trinitatis
- Jan Dismas Zelenka – I penitenti al sepolchro del Redentore

## Dzieła operowe
- Georg Friedrich Händel – Atalanta

## Urodzili się
- 3 lutego – Johann Georg Albrechtsberger, austriacki kompozytor i teoretyk muzyki (zm. 1809)
- 4 czerwca[a] – Ignaz Fränzl,  niemiecki kompozytor i skrzypek (zm. 1811)
- 15 sierpnia – Johann Christoph Kellner, niemiecki kompozytor i organista (zm. 1803)
- 18 listopada – Carl Friedrich Christian Fasch, niemiecki kompozytor (zm. 1800)

## Zmarli
- 16 marca – Giovanni Battista Pergolesi, włoski kompozytor, skrzypek i organista epoki baroku (ur. 1710)
- 26 grudnia – Antonio Caldara, włoski kompozytor barokowy (ur. 1670 lub 1671)